# Govecs

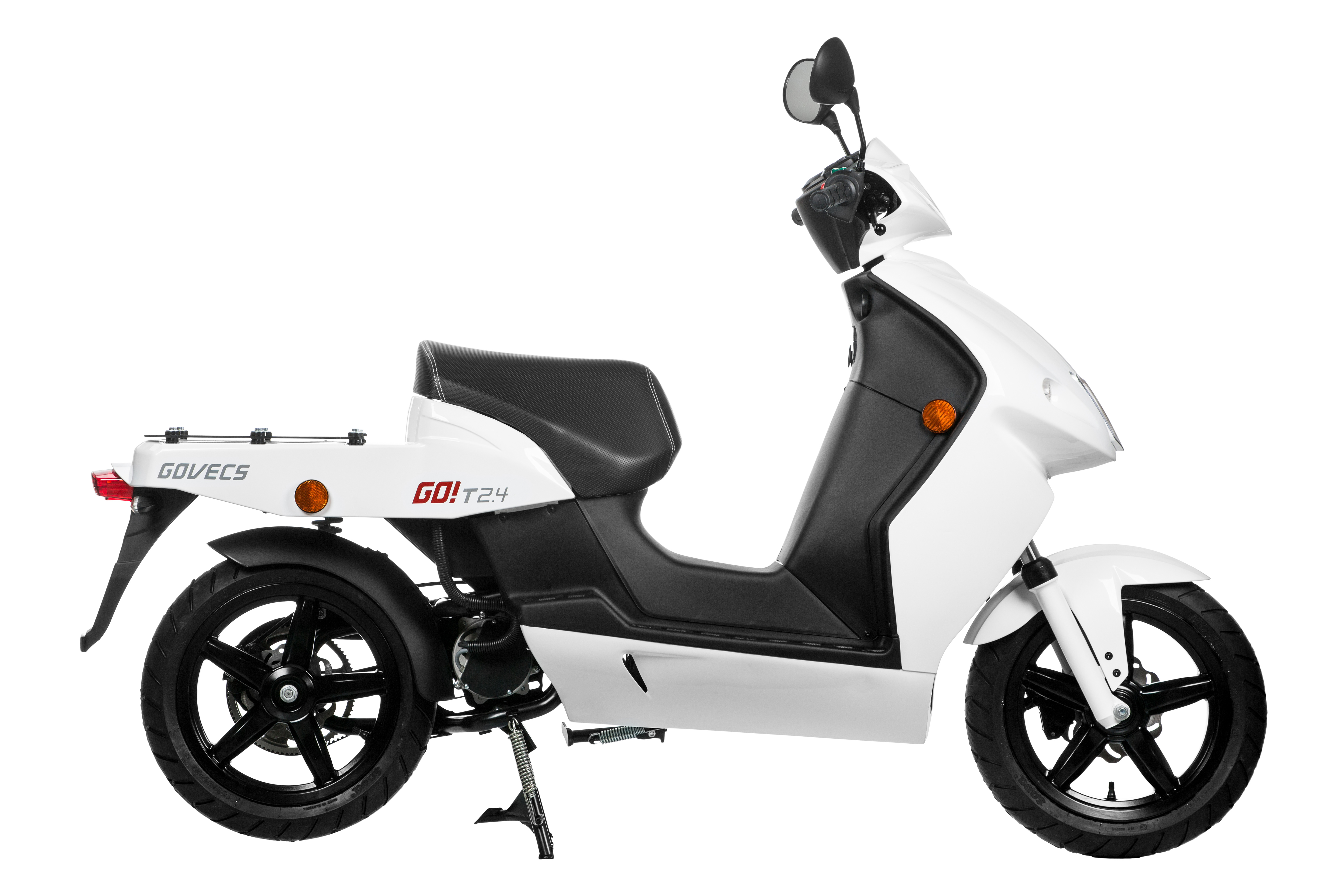
Govecs Pro Cargo

Die Govecs AG mit Sitz in München ist ein 2009 gegründeter deutscher Hersteller von Elektrorollern und Elektro-Leichtkrafträdern.

## Geschichte
GOVECS wurde am 9. Januar 2009 als GmbH gegründet und am 3. August 2018 in die heutige GOVECS Aktiengesellschaft umgewandelt.
Im August 2013 eröffnete Govecs sein Werk in Breslau. Im Juli 2015 übernahm Govecs die kompletten Produktionsanlagen des ebenfalls in Breslau ansässigen und 2014 insolvent gewordenen Elektromotorrollerherstellers Vectrix.
Im September 2016 stellte Govecs in Berlin ein Elektroroller-Modell vor, das äußerlich einer Simson KR 51 Schwalbe ähnelt und ursprünglich als E-Schwalbe am Standort Suhl von efw entwickelt wurde. Die E-Schwalbe besitzt einen Elektroantrieb von Bosch und wird seit 2017 ausgeliefert. Auf der EICMA in Mailand wurde 2017 eine Elektro-Leichtkraftrad-Variante der Schwalbe präsentiert, die eine Höchstgeschwindigkeit von 90 km/h und eine Dauerleistung von 8 kW haben soll.
Im Juli 2018 übernahm Govecs die Marke Elmoto von der ID-Bike GmbH aus Stuttgart und im April 2020 aus einer Insolvenz das Münchener Startup-Unternehmen LiveCycle.

## Umsatzentwicklung und Absatz
Der Umsatz von Govecs fiel deutlich von zunächst 29,3 Mio. EUR im Jahr 2018 auf etwa 4 Mio. EUR im Jahr 2021. Im gleichen Zeitraum verringerte sich der weltweite Absatz von Govecs-Rollern von zunächst 4797 Stück im Jahr 2019 auf 1443 Stück im Jahr 2021. Zudem ist Govecs mit Stand Juli 2024 bilanziell überschuldet und weist in seiner Bilanz einen nicht durch Eigenkapital gedeckten Fehlbetrag aus.
Ein für 2018 geplanter Börsengang von Govecs wurde abgesagt, da sich nicht genug Käufer für die Aktien fanden.
Mit Stand 1. Januar 2023 liegt der Fahrzeugbestand aus der gesamten Produktpalette von Govecs in Deutschland, knapp 10 Jahre nach Produktionsbeginn in Breslau, bei lediglich 1491 Fahrzeugen.

## Produkte

### Elmoto
Seit der Übernahme von Elmoto bietet Govecs zwei von Elmoto bereits im Jahr 2010 entwickelte Fahrzeuge an, den Elmoto Loop und den Elmoto Kick. Der Elmoto Loop, ein Mix aus Fahrrad und Motorroller, ist ein 59 kg schweres L1e-Leichtkraftrad mit einer Höchstgeschwindigkeit von 45 km/h. Der Elmoto Kick ist ein City-Roller mit einer Höchstgeschwindigkeit von 20 km/h und 20 km Reichweite, dessen Motor von zwei wechselbaren Einhell-Akkus angetrieben wird.

### Govecs Pro / Govecs Pro Cargo
Auf dem Business-to-Business-Markt bietet Govecs zwei Produktlinien an. Die Govecs-Pro-Reihe besteht aus vier unterschiedlichen Elektrorollern. Diese unterscheiden sich in der Akkukapazität und damit in der Reichweite; zugelassen sind sie für 2 Personen. Das Modellangebot richtet sich vor allem an Vermieter und Sharing-Anbieter. Der wichtigste Kunde von Govecs ist der französische Anbieter Cityscoot, der seine gesamte Flotte mit Scootern von Govecs ausgestattet hat. 2019 machte das Geschäft mit diesen Kunden ca. 90 % des Umsatzes des Unternehmens aus.
Die Govecs-Pro-Cargo-Reihe, deren Antrieb technisch dem der Govecs-Pro-Reihe ähnelt, wird hauptsächlich Lieferdienstleistern angeboten; sie ist mit einem flexiblen Befestigungssystem am Heck des Fahrzeugs ausgestattet mit dem Transportboxen mit maximal 180 Litern Fassungsvermögen befestigt werden können. Der in San Francisco ansässige E-Roller-Sharing-Anbieter Scoot Networks hat 150 Fahrzeuge von Geovecs in seinen Fuhrpark integriert. Zugelassen sind die GO!T-Modelle für eine Person.

### E-Schwalbe

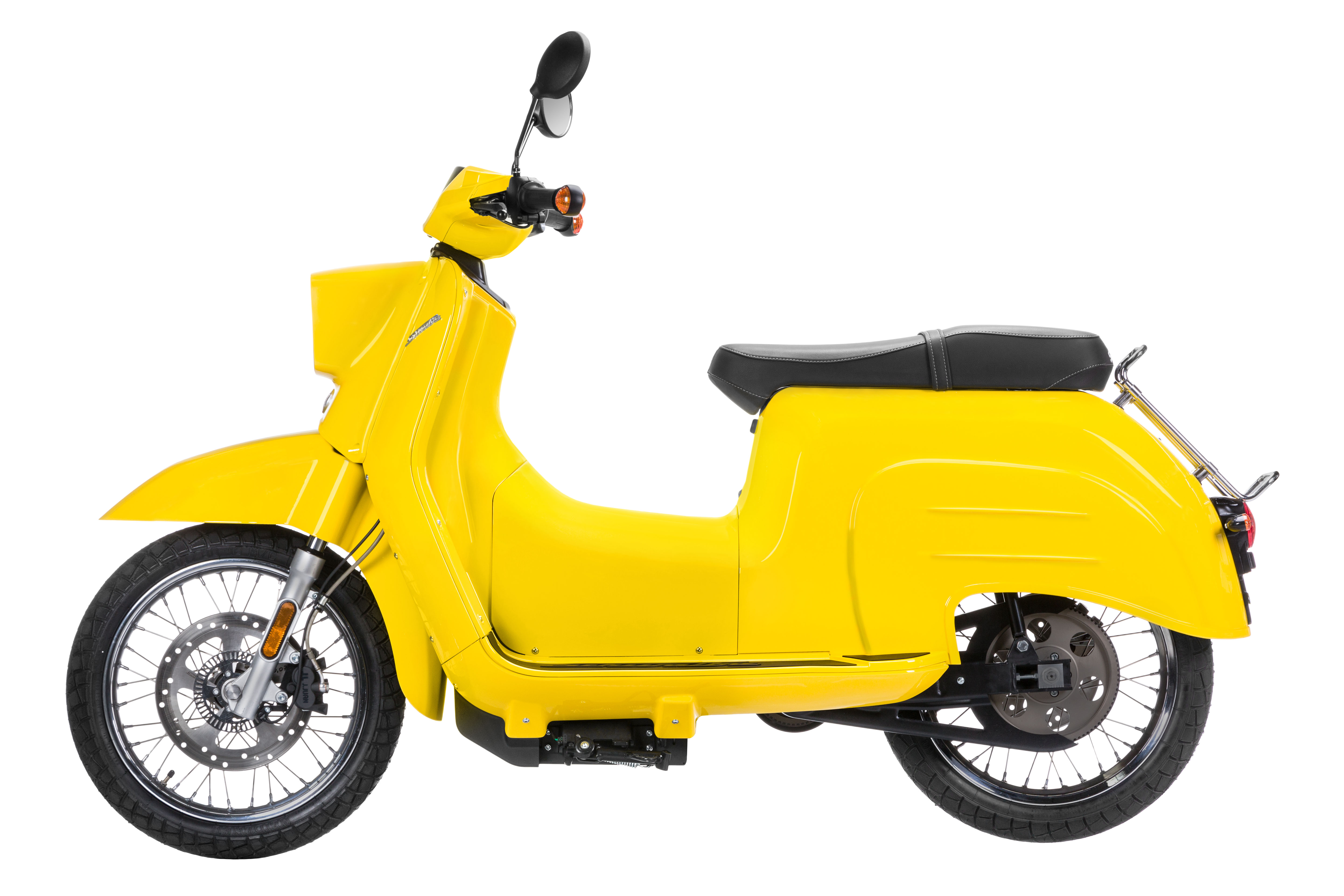
Govecs E-Schwalbe

Im September 2016 stellte Govecs die 'E-Schwalbe vor. Der Name stellt eine Anlehnung an den früheren Kleinroller 51 "Schwalbe" von Simson aus dem thüringischen Suhl dar. Formgestalterisch gibt es deutliche Parallelen zur früheren Schwalbe. Technisch haben die beiden Fahrzeuge keine Gemeinsamkeiten. Einige Details wurden jedoch nahezu unverändert übernommen, darunter der Schriftzug "Schwalbe" und der Gepäckträger. Das Fahrzeug wurde ursprünglich nicht von Govecs, sondern von efw am Standort Suhl unter der Bezeichnung E-Schwalbe entwickelt und war bereits ab 2011 medienwirksam auf Promotion-Tour. Der Serienstart war für 2012 angekündigt. Eine Serienproduktion kam jedoch nicht zustande. GOVECS sicherte sich Jahre später die Lizenzrechte, führte das Projekt zur Serienreife und nahm ab Ende 2016 Vorbestellungen entgegen.
Angetrieben wird das Kleinkraftrad von einem vor der Hinterachse eingebauten Elektromotor von Bosch. Dieser treibt das Hinterrad über einen Zahnriementrieb an. Der E-Roller erreicht eine Höchstgeschwindigkeit von 45 km/h und zählt zu der EG-Fahrzeugklasse L1e. Wählbar sind drei Fahrmodi für unterschiedliche Fahrleistungen sowie ein „Crawl-Modus“ für langsames Rangieren inklusive Rückwärtsgang. Die Schwalbe kann mit wahlweise einem oder zwei fest installierten Lithium-Ionen-Akkus ausgestattet werden, die ebenfalls von Bosch zugeliefert werden. Aufgeladen werden sie über ein integriertes Ladegerät. Die E-Schwalbe fährt auf 16-Zoll-Speichenrädern, die ab Werk mit Allwetterreifen bezogen sind. Sie wird On-Demand im polnischen Breslau produziert. Verkauft wird sie über einen online verfügbaren Konfigurator. Nach der Fertigung wird das Fahrzeug an die Kundenadresse geliefert.
Auf der EICMA 2017 präsentierte Govecs eine weitere Version der E-Schwalbe. Diese zählt zur EG-Fahrzeugklasse L3e und ist ein elektrisches Leichtkraftrad. Sie fährt maximal 90 km/h bei einer Reichweite von 90 km. Die elektrische Dauerleistung des Motors beträgt 8 kW bei einer Batteriekapazität von 4,8 kWh. Der Antriebsstrang wurde wie bei der vorherigen Version, der L1e, in Kooperation mit Bosch entwickelt. So hat auch die schnellere Version der E-Schwalbe ein 4,4-Zoll-LC-Display, Lithium-Ionen-Akkus und ein 1200-W-Schnellladegerät, das die Batterie in 4½ h voll aufladen kann; im Schnell-Lademodus erreicht die 'E-Schwalbe 50 Prozent des Ladezustandes in 1 ¾ Stunden.
Ein Berliner Unternehmen bot 2017 in München 50 Fahrzeuge zur Miete an.
Beim ADAC Test E-Roller 2019 wurde die Verarbeitungs- und Materialqualität, der Motor, der Scheinwerfer, die Fahreigenschaften sowie eine verfügbare Android-App positiv hervorgehoben. Negativ wurden die mangelhaften Verstaumöglichkeiten, der fest verbaute Akku sowie das hohe Gewicht, „das das Rangieren zur Schwerstarbeit macht“ und der hohe Preis bewertet.
Im Frühjahr 2022 erwarben die Stadtwerke Bitterfeld-Wolfen 20 Fahrzeuge um sie über eine Sharing-Plattform von Govecs zu vermieten. Govecs verkaufte noch im selben Jahr die Software für das Flottenmanagement sowie für den Vermietungs- und Abrechnungsprozess und kündigte im Januar 2023 den Vertrag mit den Stadtwerken, die die E-Schwalben daraufhin verkauften.
|                           | L1e | L3e |
| ------------------------- | --- | --- |
| Fahrzeugklasse            | Elektroroller (äquivalent zu 50 cm³)                                                                                           | Elektrisches Leichtkraftrad (äquivalent zu 125 cm³)                                                                            |
| Höchstgeschwindigkeit     | 45 km/h | 90 km/h |
| Reichweite                | Bis zu 63 km (1 Batterie) Bis zu 125 km (2 Batterien)                                                                          | Bis zu 90 km |
| Motorleistung             | 4 kW | 8 kW |
| Motortyp                  | Bosch Drive Unit 48V | Bosch Drive Unit 48V |
| Kraftübertragung          | Doppelriemenantrieb | Doppelriemenantrieb |
| Display                   | 4,4" Bosch LC-Display mit LED-Statusanzeigen                                                                                   | 4,4" Bosch LC-Display mit LED-Statusanzeigen                                                                                   |
| Fahrmodi                  | GO: Maximale Reichweite Cruise: Ausgewogene Reichweite und Beschleunigung BOOST: Maximale Beschleunigung CRAWL: Manövrierhilfe | GO: Maximale Reichweite Cruise: Ausgewogene Reichweite und Beschleunigung BOOST: Maximale Beschleunigung CRAWL: Manövrierhilfe |
| Batterien                 | Lithium-Ionen-Akkus, fest installiert                                                                                          | Lithium-Ionen-Akkus, fest installiert                                                                                          |
| Systemspannung            | 48 V | 48 V |
| Batteriekapazität         | 2,4 kWh (1 Batterie) 4,8 kWh (2 Batterien)                                                                                     | 4,8 kWh |
| Ladegerät                 | Schnellladegerät mit 1200 W und 5 m Ladekabel mit Schuko-Stecker                                                               | Schnellladegerät mit 1200 W und 5 m Ladekabel mit Schuko-Stecker                                                               |
| Ladezeiten                | Standard-Lademodus: 4½ h Schnell-Lademodus (0–50 %): 1 h (1 Batterie), 1¾ h (2 Batterien)                                      | Standard-Lademodus: 4½h Schnell-Lademodus (0–50%): 1¾ h                                                                        |
| Bremsen                   | Scheibenbremsen vorne und hinten, optional mit ABS                                                                             | Scheibenbremsen vorne und hinten, optional mit ABS                                                                             |
| Lichter                   | LED-Scheinwerfer vorne und hinten                                                                                              | LED-Scheinwerfer vorne und hinten                                                                                              |
| Reifengröße               | 100/800-R16 vorne und hinten                                                                                                   | 100/800-R16 vorne und hinten                                                                                                   |
| Reifentyp                 | Ganzjahres-Reifen | Ganzjahres-Reifen |
| Gewicht (inkl. Batterien) | 120 kg (1 Batterie), 135 kg (2 Batterien)                                                                                      | 135 kg |
| Passagiere                | 2 | 2 |
| Abmessungen               | 1960 × 880 × 1132 mm (L × B × H); Sitzhöhe: 840 mm                                                                             | 1960 × 880 × 1132 mm (L × B × H); Sitzhöhe: 840 mm                                                                             |
| Stauraum                  | 5 Liter | 5 Liter |